# Medicine Hat
Medicine Hat je grad u kanadskoj provinciji Alberta od 60 005 stanovnika.

## Povijest
Naselje Medicine Hat izrasao je u naselje iz graditeljskog kampa kad se tu 1883. gradila Kanadska pacifička željeznica. 

## Zemljopisne karakteristike
Grad leži na obali rijeke Južni Saskatchewan, 264 km jugoistočno od Calgaryja na trans-kanadskoj magistrali.

## Privreda
Medicine Hat je centar rudarsko - poljoprivrednog kraja u kom se kopa ugljen, glina i crpu velike količine plina.
Tako da je i industrija vezana uz te sirovine, pa grad ima ciglane, tvornice keramike i stakla.

## Vanjske poveznice
- Medicine Hat na portalu Encyclopædia Britannica (engl.)